# الواصلية
الواصلية:
اصحاب أبي حذيفة واصل بن عطاء الغزال الألثغ، كان تلميذا للحسن البصري، يقرأ عليه العلوم والأخبار. وكانا في أيام عبد الملك بن مروان، وهشام بن عبد الملك. وبالمغرب كان منهم شرذمة قليلة في بلد إدريس بن عبد الله الحسني الذي خرج بالمغرب في أيام أبي جعفر المنصور.

## قواعدهم

### القاعدة الأولى
القول بنفي صفات الباري تعالى؛ من العلم والقدرة، والإرادة، والحياة، وكانت هذه المقالة في بدايتها غير نضيجة 2. وكان واصل بن عطاء يشرع فيها على قول ظاهر، وهو الاتفاق على استحالة وجود إلهين قديمين أزليين، قال: ومن أثبت معنى صفة قديمة فقد أثبت إلهين.
وإنما شرعت أصحابه فيها بعد مطالعة كتب الفلاسفة، وانتهى نظرهم فيها إلى رد جميع الصفات إلى كونه: عالما، قادرا. ثم الحكم بأنهما صفتان ذاتيتان هما: اعتباران للذات القديمة كما قال الجبائي، أو حالان كما قال أبو هاشم.
وميل أبي الحسن البصري إلى ردهما إلى صفة واحدة وهي العالمية، وذلك عين مذهب الفلاسفة.
وكان السلف يخالفهم في ذلك إذ وجدوا الصفات مذكورة في الكتاب والسنة.

### القاعدة الثانية
القول بالقدر: وإنما سلكوا في ذلك مسلك معبد1 الجهني؛ وغيلان الدمشقي، وقرر واصل ابن عطاء هذه القاعدة أكثر مما كان يقرر قاعدة الصفات، فقال إن الباري تعالى حكيم عادل، لا يجوز أن يضاف إليه شر ولا ظلم، ولا يجوز أن يريد من العباد خلاف ما يأمر، ويحتم عليهم شيئا ثم يجازيهم عليه. فالعبد هو الفاعل للخير والشر، والإيمان والكفر، والطاعة والمعصية، وهو المجازي على فعله. والرب تعالى أقدره على ذلك كله. وأفعال العباد محصورة في الحركات، والسكنات، والاعتمادات والنظر، والعلم. قال: ويستحيل أن يخاطب العبد بافعل وهو لا يمكنه أن يفعل، ولا هو يحس من نفسه الاقتدار والفعل. ومن أنكره فقد أنكر الضرورة. واستدل بآيات على هذه الكلمات.
ورأيت رسالة نسبت إلى الحسن البصري كتبها إلى عبد الملك بن مروان وقد سأله عن القول بالقدر والجبر، فأجابه فيها بما يوافق مذهب القدرية، واستدل فيها بآيات من الكتاب ودلائل من العقل. ولعلها لواصل بن عطاء، فما كان الحسن ممن يخالف السلف في أن القدر خيره وشره من الله تعالى، فإن هذه الكلمات كالمجمع عليها عندهم. والعجب أنه حمل هذا اللفظ الوارد في الخبر على البلاء والعافية، والشدة والرخاء، والمرض والشفاء، والموت والحياة، إلى غير ذلك من أفعال الله تعالى، دون الخير والشر، والحسن والقبيح الصادرين من اكتساب العباد، وكذلك أورده جماعة من المعتزلة في المقالات عن أصحابهم.

### القاعدة الثالثة
القول بالمنزلة بين المنزلتين، والسبب فيه أنه دخل واحد على الحسن البصري فقال: يا إمام الدين، لقد ظهرت في زماننا جماعة يكفرون أصحاب الكبائر والكبيرة عندهم كفر يخرج به عن الملة؛ وهم وعيدية الخوارج. وجماعة يرجئون أصحاب الكبائر، والكبيرة عندهم لا تضر مع الإيمان، بل العمل على مذهبهم ليس ركنا من الإيمان، ولا يضر مع الإيمان معصية، كما لا ينفع مع الكفر طاعة، وهم مرجئة الأمة. فكيف تحكم لنا في ذلك اعتقادا؟
فتفكر الحسن في ذلك، وقبل أن يجيب قال واصل بن عطاء: أنا لا أقول إن صاحب الكبيرة مؤمن مطلقا، ولا كافر مطلقا، بل هو في منزلة بين المنزلتين: لا مؤمن ولا كافر. ثم قام واعتزل إلى أسطوانة من أسطوانات المسجد يقرر ما أجاب به على جماعة من أصحاب الحسن، فقال الحسن: اعتزل عنا واصل، فسمي هو وأصحابه معتزلة.
ووجه تقريره أنه قال: إن الإيمان عبارة عن خصال خير إذا اجتمعت سمي المرء مؤمنا وهو اسم مدح. والفاسق لم يستجمع خصال الخير وما استحق اسم المدح، فلا يسمى مؤمنا، وليس هو بكافر مطلقا أيضا، لأن الشهادة وسائر أعمال الخير موجودة فيه، لا وجه لإنكارها، لكنه إذا خرج من الدنيا على كبيرة من غير توبة، فهو من أهل النار خالد فيها، إذ ليس في الآخرة إلا فريقان: فريق في الجنة، وفريق في السعير، لكنه يخفف عنه العذاب وتكون دركته فوق دركة الكفار.
وتابعه على ذلك عمرو بن عبيد بعد أن كان موافقا له في القدر، وإنكار الصفات.

### القاعدة الرابعة
قوله في الفريقين من أصحاب الجمل، وأصحاب صفين إن أحدهما مخطئ لا بعينه. وكذلك قوله في عثمان وقاتليه وخاذليه، قال: إن أحد الفريقين فاسق لا محالة، كما أن أحد المتلاعنين فاسق لا محالة، لكن لا بعينه، وقد عرفت قوله في الفاسق. وأقل درجات الفريقين أن لا يقبل شهادتهما كما لا تقبل شهادة المتلاعنين فلا يجوز قبول شهادة علي، وطلحة والزبير على وباقة بقل، وجوز أن يكون عثمان وعلي على الخطأ. هذا قوله، وهو رئيس المعتزلة ومبدأ الطريقة في أعلام الصحابة، وأئمة العترة.
ووافقه عمرو بن عبيد على مذهبه، وزاد عليه في تفسيق أحد الفريقين لا بعينه بأن قال: لو شهد رجلان من أحد الفريقين مثل علي ورجل من عسكره، أو طلحة والزبير لم تقبل شهادتهما، وفيه تفسيق الفريقين وكونهما من أهل النار. وكان عمرو بن عبيد من رواة الحديث، معروفا بالزهد، وواصل مشهورا بالفضل والأدب عندهم.